# Hyalyris atrata
Hyalyris atrata är en fjärilsart som beskrevs av Fox och Real 1971. Hyalyris atrata ingår i släktet Hyalyris och familjen praktfjärilar. Inga underarter finns listade i Catalogue of Life.